# Isla Margarita (Hungría)
La isla Margarita (Margit-sziget en húngaro) es una isla de 2,5 km de largo y con un área de 0,965 km² situada en el distrito 13 de Budapest (Hungría), justo en medio del Danubio, el cual divide la ciudad en dos partes: Buda y Pest. La isla es una zona de ocio llena de parques, muy popular tanto para turistas como para el vecindario. La isla abarca el área entre el puente Margarita (sur) y el puente Árpád (norte).
Sus puntos más destacados son: 
- el monumento conmemorativo del centenario de la unificación de la ciudad (véase foto),
- un pequeño jardín japonés con un estanque termal de peces en el centro,
- un minúsculo zoo caracterizado por una amplia gama de aves acuáticas entre otros animales,
- el “Pozo de la Música” (Zenélő kút), un pequeño pabellón que fue originalmente construido para conciertos al aire libre (cerca del puente Árpád),
- la “Fuente de la Música” (Zenélő szökőkút), una fuente en la que cada verano se puede ver un espectáculo de luces combinadas con música (cerca del puente Margarita),
- una torre de agua octogonal de 57 metros (construcción modernista de 1911, hoy en día se utiliza de mirador y de sala de exposiciones).

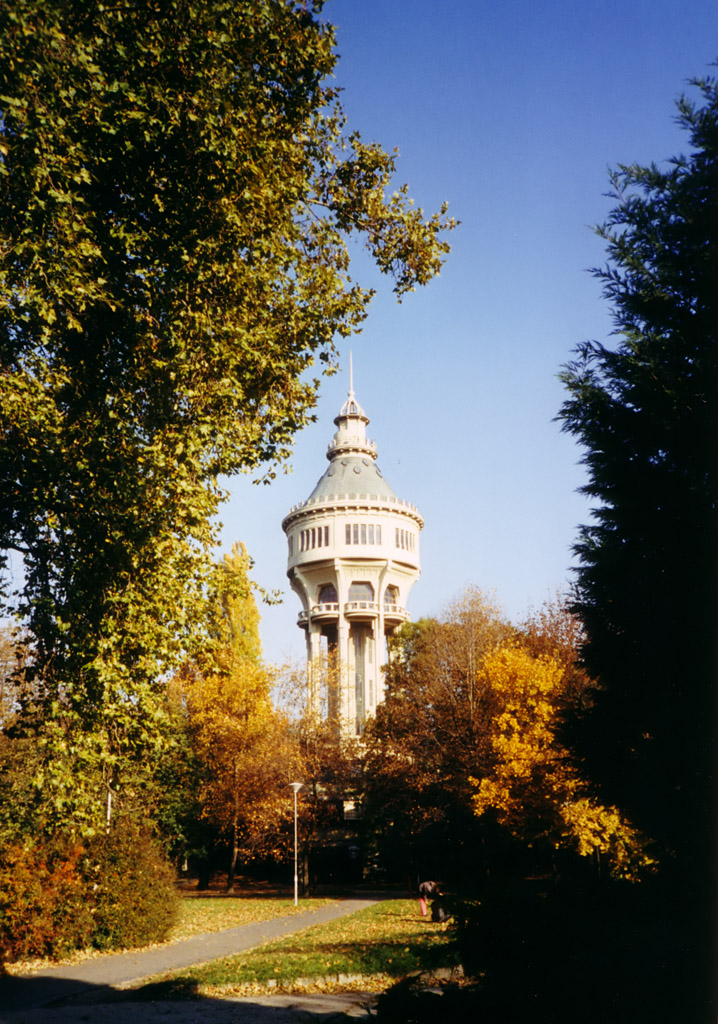
La Torre de Agua, un famoso monumento de la isla Margarita.

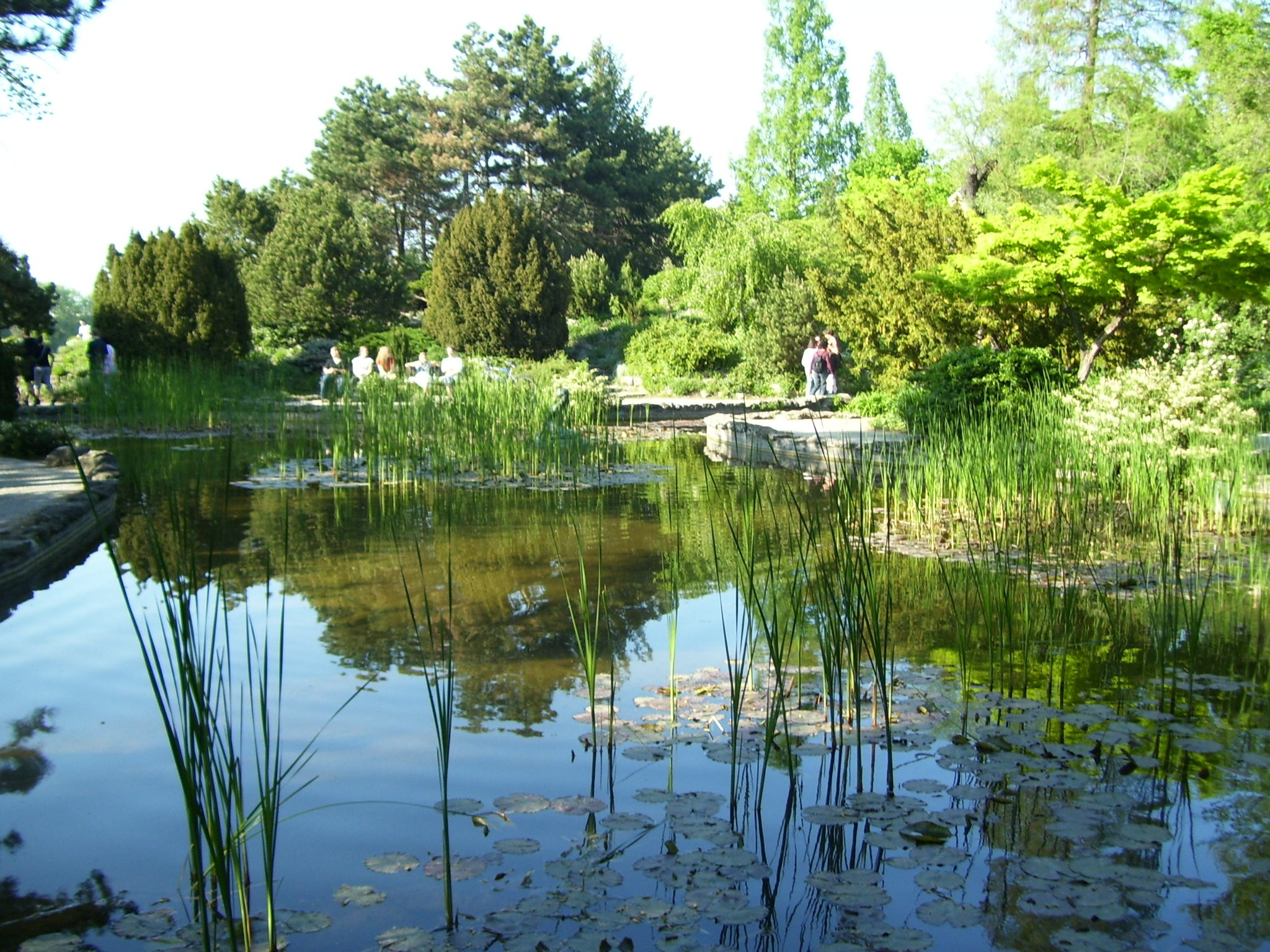
Jardín Japonés

La Fuente de la Música y la Torre de Agua son monumentos protegidos por la Unesco. La isla alberga varios establecimientos deportivos como el parque acuático Palatinus (el complejo deportivo de natación al aire libre más grande de Budapest), la piscina deportiva Alfréd Hajós (en la que se celebró el Campeonato Europeo de Natación de 2006), un estadio de tenis y un centro de atletismo. 

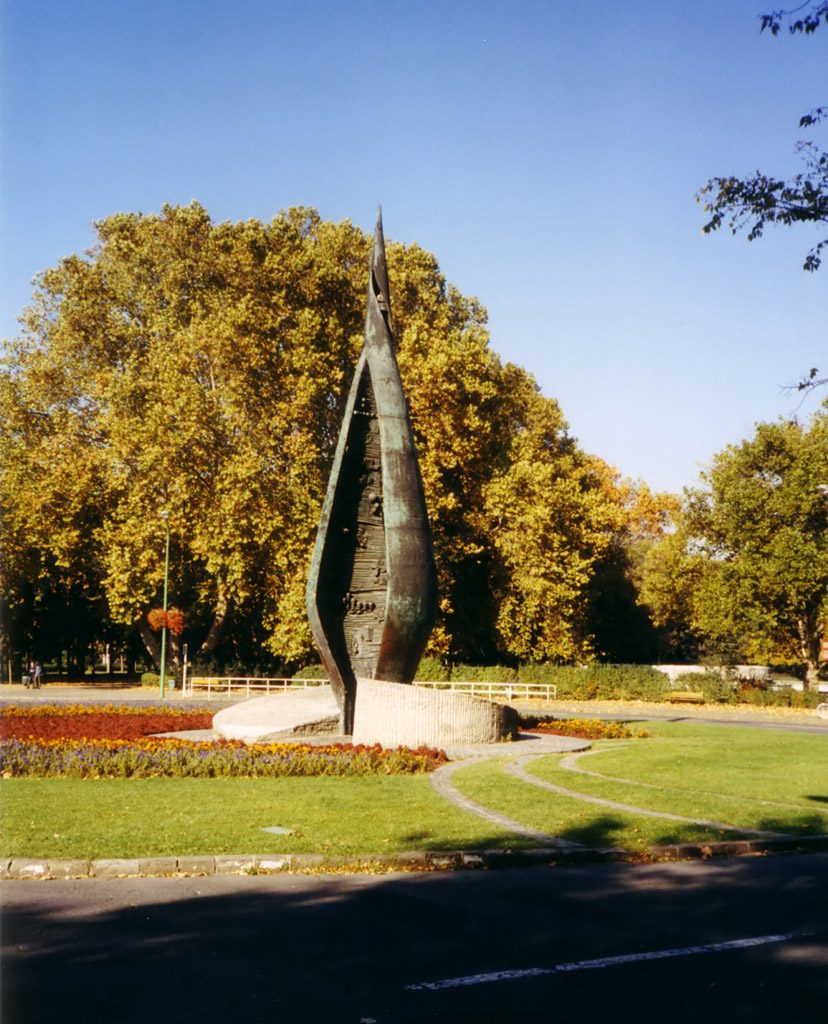
El monumento conmemorativo del centenario de la unificación de la ciudad

También se puede encontrar alojamiento en dos hoteles: el Grand Hotel Margitsziget, y el moderno Thermal Hotel Margitsziget con balneario de aguas termales y varios servicios terapéuticos. También hay un teatro al aire libre con una capacidad de 3500 localidades y varios clubes y restaurantes. Para explorar el lugar o pasar un rato agradable, hay cuatro bici-taxis o pequeños coches eléctricos que pueden alquilarse para usarse únicamente en la zona de la isla.

## Historia
Los primeros que ocuparon la isla fueron probablemente los caballeros de la Orden de Malta en el siglo XII. Entre los monumentos históricos presentes están las ruinas del siglo XIII de una iglesia franciscana, una dominicana y un convento, así como una iglesia premonstratense del siglo XII. Algunos miembros de la Orden de San Agustín también vivieron en esta isla. 
La isla solía llamarse la Isla de los Conejos (en húngaro: Nyulak szigete), y fue después de Santa Margarita de Hungría (1242- 1270), la hija de Bela IV de Hungría que recibió su nombre actual. Tras la invasión mongola de 1241, el rey decidió ofrecer a su hija como monja, para rogarle a Dios que el reino no fuese atacado de nuevo por estos inclementes paganos. Mandó a construir un convento dominico en la isla de los conejos, y como gesto de religiosidad, muchos nobles húngaros entregaron a sus hijas, así como viudas se retiraron a dicho sitio. En total según los registros, en la población del convento había cerca de 5 monjas hijas de "commes" (o gobernador de región, conde), y alrededor de 15 monjas hijas de "dominus" (es decir señor noble). Igualmente la princesa Margarita de Moesia, hija de Ana de Hungría, la hija del rey Bela IV, así como la beata Isabel de Hungría la viuda (1260 - 1320), la hija del posterior rey Esteban V de Hungría también se unieron a la vida religiosa siguiendo a Santa Margarita. De esta manera como una particularidad, la población inicial del convento estuvo compuesta casi estrictamente por miembros de la familia real y por altos nobles, lo cual es más tangible aun cuando en documentos, leyendas y crónicas se mencionan constantemente a numerosos criados y sirvientes del monasterio (lo cual no era propio de un convento cuya población estuviese compuesta por gente de procedencia campesina).
Los conventos, iglesias y claustros funcionaron ininterrumpidamente hasta la invasión tártara en el siglo XVI, y posteriormente en el siglo XVIII fue elegida para ser lugar de veraneo de palatinos (nádores de Hungría). Por iniciativa del archiduque Alejandro Leopoldo de Austria, conde palatino húngaro, la corte de Viena realizó un trueque de propiedades en 1790, obteniendo para su familia la isla (que en esa época aún estaba compuesta por tres islas menores). Alejandro Leopoldo planeaba convertir la isla en un enorme jardín al estilo del Palacio de Schönbrunn . Sin embargo en 1795 su muerte impidió que terminasen las remodelaciones y fue su hermano menor, José Antonio de Austria, el siguiente Nádor de Hungría (conde Palatino) quien junto al jardinero real Károly Tots completó el parque. José Antonio construyó igualmente un palacio de veraneo en la isla para su esposa Alejandra Pávlovna Románova. En 1814 fue en esa residencia en la isla donde se encontraron el zar Alejandro I de Rusia, el rey Federico Guillermo III de Prusia y el emperador Francisco I de Austria, los aliados en contra de Napoleón Bonaparte.
Desde la adquisición de la isla por parte de José Antonio, esta se convirtió en uno de los lugares favoritos de esparcimiento de la población de Buda y Pest, aunque legalmente esta continuo perteneciendo legalmente a la familia de los palatinos Habsburgo. Posteriormente, luego de que en 1866 se descubriesen fuentes de aguas termales en la isla se comenzó el proyecto de construir un baño termal, el cual fue terminado en 1873, junto con un hotel pequeño, uno grande al estilo neorrenacentista y dos restaurantes, todo por iniciativa de José Carlos de Austria, el hijo del fallecido José Antonio. Hasta 1900 solamente se podía acceder a la isla usando barcas, posteriormente comenzó la construcción de un puente desde el lado de Pest. En 1908, el consejo de la ciudad declaró la isla parque público.
Desde los años 80, la entrada de automóviles se ha limitado a casos especiales; solamente se permite la entrada a una única línea de autobús y taxis, además del tráfico para el abastecimiento de las tiendas y los restaurantes. En la punta norte de la isla existe un aparcamiento que alberga los coches de los clientes de los hoteles. Hay un excelente carril cubierto de goma para correr de 5 350 metros que rodea toda la isla (marcado cada 500 metros).

## Acceso turístico
La forma más fácil de llegar a la Isla es viajar con los tranvías 4/6 hasta la parada "Margit híd". Igualmente si desea atravesar el puente a pie puede viajar hasta la parada Jászai Mari tér, o hasta Margit híd, budai híd. En ambos casos el tranvía lo dejará en uno de los accesos al puente. Igualmente, el autobús 26 que funciona dentro de la isla, parte desde la estación de Trenes Nyugati pu.